# Shawn Jordan
Shawn Martin Jordan (El Paso, Texas; 21 de octubre de 1984) es un artista marcial mixto estadounidense que actualmente compite en la categoría de peso pesado en World Series of Fighting. Jordan también ha competido anteriormente para Strikeforce, Bellator MMA y Ultimate Fighting Championship.

## Carrera en artes marciales mixtas

### Ultimate Fighting Championship
Jordan hizo su debut oficial en UFC contra el debutante Oli Thompson en UFC on FX 2. Jordan ganó la pelea por nocaut técnico en la segunda ronda.
En su segunda pelea, Jordan reemplazó al lesionado Antônio Rodrigo Nogueira para enfrentarse a Cheick Kongo el 21 de julio de 2012 en UFC 149. Jordan perdió la pelea por decisión unánime.
Jordan se enfrentó a Mike Russow el 26 de enero de 2013 en UFC on Fox 6. A pesar de perder la primera ronda, Jordan fue capaz de remontar en la segunda ronda y ganó por nocaut técnico.
Jordan se enfrentó a Pat Barry el 15 de junio de 2013 en UFC 161. Jordan ganó la pelea en la primera ronda por nocaut técnico, ganando así el premio al KO de la Noche.
El 19 de octubre de 2013, Jordan se enfrentó a Gabriel Gonzaga en UFC 166. Jordan perdió la pelea por nocaut técnico en la primera ronda.
Jordan se enfrentó a Matt Mitrione el 1 de marzo de 2014 en UFC Fight Night 37.  Jordan perdió la pelea por nocaut en la primera ronda.
El 16 de agosto de 2014, Jordan se enfrentó a Jack May en UFC Fight Night 47. Jordan ganó la pelea por nocaut técnico en la tercera ronda.
El 3 de enero de 2015, Jordan se enfrentó a Jared Cannonier en UFC 182. Jordan ganó la pelea por nocaut en la primera ronda, ganando así el premio a la Actuación de la Noche.
Jordan se enfrentó a Derrick Lewis el 6 de junio de 2015 en UFC Fight Night 68. Jordan ganó la pelea por nocaut técnico en la segunda ronda, ganando así el premio a la Actuación de la Noche.
Jordan se enfrentó a Ruslan Magomedov el 3 de octubre de 2015 en UFC 192. Jordan perdió la pelea por decisión unánime.

### World Series of Fighting
El 28 de abril de 2016 se anunció que Jordan había firmado un contrato con World Series of Fighting.
Jordan se enfrentó a Ashley Gooch el 7 de octubre en WSOF 33. Ganó la lucha a través de TKO (golpes) en la primera ronda.

## Campeonatos y logros
- Ultimate Fighting Championship
  - Actuación de la Noche (Dos veces)
  - KO de la Noche (Una vez)

## Récord en artes marciales mixtas
| Resultado | Récord | Oponente         | Método                         | Evento                                           | Fecha                    | Ronda | Tiempo | Localización              | Notas                                     |
| --------- | ------ | ---------------- | ------------------------------ | ------------------------------------------------ | ------------------------ | ----- | ------ | ------------------------- | ----------------------------------------- |
| Derrota   | 19–9   | Josh Copeland    | Decisión (unánime)             | PFL 4                                            | 19 de julio de 2018      | 3     | 5:00   | Uniondale, New York       |                                           |
| Derrota   | 19–8   | Blagoy Ivanov    | TKO (golpes)                   | WSOF 35                                          | 25 de febrero de 2017    | 1     | 1:43   | Verona, New York          | Por el Campeonato de Peso Pesado de WSOF. |
| Victoria  | 19–7   | Ashley Gooch     | TKO (golpes)                   | WSOF 33                                          | 7 de octubre de 2016     | 1     | 4:40   | Kansas City, Misuri       |                                           |
| Derrota   | 18–7   | Ruslan Magomedov | Decisión (unánime)             | UFC 192                                          | 3 de octubre de 2015     | 3     | 5:00   | Houston, Texas            |                                           |
| Victoria  | 18–6   | Derrick Lewis    | TKO (patada con giro y golpes) | UFC Fight Night: Boetsch vs. Henderson           | 6 de junio de 2015       | 2     | 0:48   | Nueva Orleans, Louisiana  | Actuación de la Noche.                    |
| Victoria  | 17–6   | Jared Cannonier  | KO (golpes)                    | UFC 182                                          | 3 de enero de 2015       | 1     | 2:57   | Las Vegas, Nevada         | Actuación de la Noche.                    |
| Victoria  | 16–6   | Jack May         | TKO (golpes)                   | UFC Fight Night: Bader vs. St. Preux             | 16 de agosto de 2014     | 3     | 2:55   | Bangor, Maine             |                                           |
| Derrota   | 15–6   | Matt Mitrione    | KO (golpes)                    | UFC Fight Night: Kim vs. Hathaway                | 1 de marzo de 2014       | 1     | 4:59   | Macao                     |                                           |
| Derrota   | 15–5   | Gabriel Gonzaga  | TKO (golpes)                   | UFC 166                                          | 19 de octubre de 2013    | 1     | 1:33   | Houston, Texas            |                                           |
| Victoria  | 15–4   | Pat Barry        | TKO (golpes)                   | UFC 161                                          | 15 de junio de 2013      | 1     | 0:59   | Winnipeg                  | KO de la Noche.                           |
| Victoria  | 14–4   | Mike Russow      | TKO (golpes)                   | UFC on Fox: Johnson vs. Dodson                   | 26 de enero de 2013      | 2     | 3:48   | Chicago, Illinois         |                                           |
| Derrota   | 13–4   | Cheick Kongo     | Decisión (unánime)             | UFC 149                                          | 21 de julio de 2012      | 3     | 5:00   | Calgary                   |                                           |
| Victoria  | 13–3   | Oli Thompson     | TKO (rodillazo y golpes)       | UFC on FX: Alves vs. Kampmann                    | 3 de marzo de 2012       | 2     | 3:53   | Sídney                    |                                           |
| Victoria  | 12–3   | Lavar Johnson    | Sumisión (keylock)             | Strikeforce Challengers: Larkin vs. Rossborough  | 23 de septiembre de 2011 | 2     | 3:08   | Las Vegas, Nevada         |                                           |
| Derrota   | 11–3   | Devin Cole       | Decisión (unánime)             | Strikeforce Challengers: Voelker vs. Bowling III | 22 de julio de 2011      | 3     | 5:00   | Las Vegas, Nevada         |                                           |
| Victoria  | 11–2   | Kendrick Watkins | TKO (golpes)                   | Gladiator Promotions: Summer Knockouts           | 16 de julio de 2011      | 1     | 0:19   | Denham Springs, Louisiana |                                           |
| Victoria  | 10–2   | John Hill        | TKO (golpes y codazos)         | Bellator 45                                      | 21 de mayo de 2011       | 1     | 1:56   | Lake Charles, Louisiana   |                                           |
| Derrota   | 9–2    | Mark Holata      | KO (golpe)                     | Bellator 31                                      | 30 de septiembre de 2010 | 1     | 1:13   | Lake Charles, Louisiana   |                                           |
| Victoria  | 9–1    | James Hall       | Sumisión                       | USA MMA: Stacked                                 | 31 de julio de 2010      | 1     | 0:45   | Baton Rouge, Louisiana    |                                           |
| Victoria  | 8–1    | Derrick Lewis    | Decisión (unánime)             | Cajun Fighting Championships: Full Force         | 25 de junio de 2010      | 3     | 5:00   | Lafayette, Louisiana      |                                           |
| Victoria  | 7–1    | Kendrick Watkins | KO (golpes)                    | MMA Fight Force: The Final Chapter               | 28 de mayo de 2010       | 1     | 0:37   | Baton Rouge, Louisiana    |                                           |
| Victoria  | 6–1    | Doug Williams    | TKO (golpes)                   | Bellator 18                                      | 13 de mayo de 2010       | 1     | 0:19   | Monroe, Louisiana         |                                           |
| Victoria  | 5–1    | Marcus Kaiser    | TKO (golpes)                   | No Love Entertainment: War and Wheels            | 23 de enero de 2010      | 1     | 0:54   | Nueva Orleans, Louisiana  |                                           |
| Victoria  | 4–1    | Corey Salter     | TKO (golpes)                   | USA MMA: Louisiana vs. Florida                   | 9 de octubre de 2009     | 1     | 3:18   | Baton Rouge, Louisiana    |                                           |
| Derrota   | 3–1    | Kenny Garner     | KO (golpes)                    | Atlas Fights: Cage Rage 2                        | 6 de septiembre de 2009  | 1     | 0:51   | Biloxi, Mississippi       |                                           |
| Victoria  | 3–0    | Carlton Haselrig | TKO (golpes)                   | UCFC: Rumble on the Rivers                       | 27 de junio de 2009      | 1     | 2:57   | Pittsburgh, Pennsylvania  |                                           |
| Victoria  | 2–0    | Mahsea Bolea     | KO (golpe)                     | Raging Wolf 4                                    | 13 de junio de 2009      | 2     | 1:02   | Irving, Nueva York        |                                           |
| Victoria  | 1–0    | Jayme Mckinney   | Sumisión (arm-triangle choke)  | Bellator 9                                       | 29 de mayo de 2009       | 2     | 1:39   | Monroe, Louisiana         |                                           |